# (5119) Imbrio
(5119) Imbrio es un asteroide que forma parte de los asteroides troyanos de Júpiter, descubierto el 8 de septiembre de 1988 por Poul Jensen desde el Observatorio Brorfelde, Holbæk, Dinamarca.

## Designación y nombre
Designado provisionalmente como 1988 RA1, se le asignó el nombre definitivo en honor a Imbrio, personaje en la mitología griega que defendió la ciudad de Troya y que fue asesinado por Teucro.

## Características orbitales
Imbrio está situado a una distancia media del Sol de 5,201 ua, pudiendo alejarse hasta 5,764 ua y acercarse hasta 4,638 ua. Su excentricidad es 0,108 y la inclinación orbital 15,94 grados. Emplea 4332,93 días en completar una órbita alrededor del Sol.

## Características físicas
La magnitud absoluta de Imbrio es 10,3. Tiene 49 km de diámetro y su albedo se estima en 0,061.